# Esparver xikra
L'esparver xikra o esparver shikra (Tachyspiza badia; syn: Accipiter badius) és una espècie d'ocell de la família dels accipítrids (Accipitridae). Habita boscos poc densos, sabanes, terres de conreu i ciutats de l'Àsia meridional i l'Àfrica Subsahariana, al Kazakhstan, nord de l'Iran, Afganistan, el Pakistan, l'Índia, Sri Lanka, oest i sud-est de la Xina, Hainan, Taiwan i sud-est Asiàtic, sud-oest de la Península Aràbiga i Àfrica Subsahariana a excepció de les zones selvàtiques de l'Àfrica central i Occidental i les més àrides de Somàlia i l'oest d'Àfrica Meridional. Les poblacions asiàtiques més septentrionals migren cap al sud, arribant fins a Sumatra. El seu estat de conservació es considera de risc mínim.

## Taxonomia
Tradicionalment l'esparver xikra estava classificat dins el gènere Accipiter. Tanmateix, estudis filogenètics moleculars van trobar que aquest gènere era polifilètic i es va proposar reordenar les seves espècies en 5 gèneres monofilètics. En base a aquests estudis, el Congrés Ornitològic Internacional, en la seva llista mundial d'ocells (versió 14.2, 2024) transferí aquesta espècie al gènere Tachyspiza, que fou recuperat per a tal fí.
Segons el Handook of the Birds of the World i la quarta versió de la BirdLife International Checklist of the birds of the world (Desembre 2019), aquest tàxon apareix classificat dins del gènere Accipiter.